# Elektra (opera)

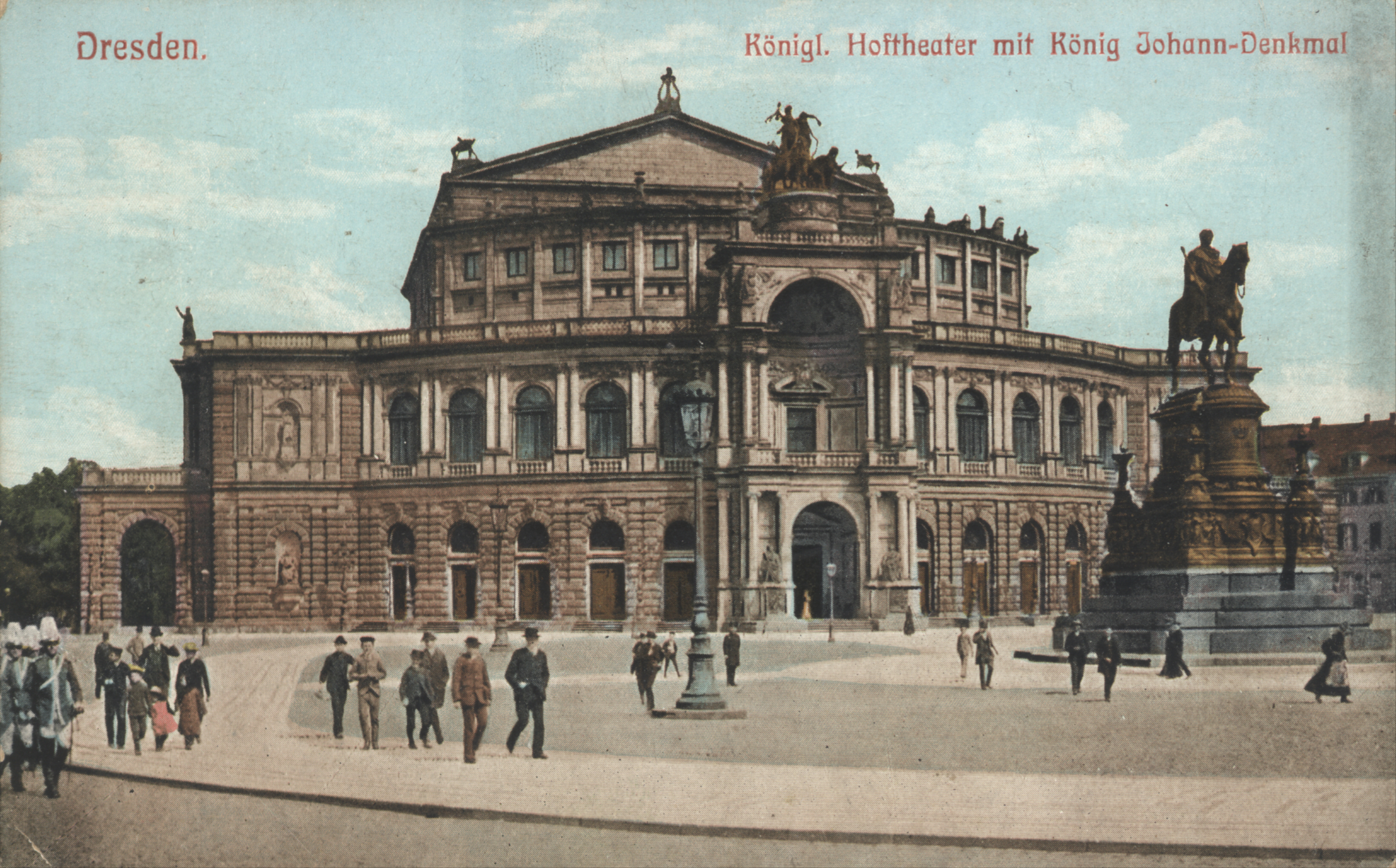
A Semperoper 1900 körül

Az Elektra Richard Strauss egyfelvonásos operája Hugo von Hofmannsthal szövegére (op. 59, TrV 223). Eredeti műfaji meghatározása „tragédia egy felvonásban”.
Ősbemutatója a drezdai Semperoperben volt 1909. január 25-én. Magyarországi bemutatója 1910. március 11-én volt az Operaházban. (Az első magyar erőkkel bemutatott Strauss-opera, ezt az előadást összesen tizenötször játszották.)
Játékideje 1 óra 40–45 perc.

## A mű története
Bár ez az első Strauss–Hofmannsthal-opera, a szöveg eredeti formája nem librettónak készült. Strauss 1903-ban Max Reinhardt berlini előadásában látta a „Szophoklész-fordítást”. Két év múlva, a Salome bemutatója után választotta következő operája tárgyául. Előbb maga próbálkozott a librettóvá alakítással, majd felvette a kapcsolatot a költővel. A téma hasonlósága és előző színpadi műve időbeli közelsége miatt joggal tartott születő zenéje nagy hasonlóságára a Salomééhez. 1905 végétől 1908. szeptember 22-éig komponálta az Elektrát, közben ellátta karmesteri feladatait, „menedzselte” korábbi műveit. A túlhajszoltság miatt 1907 nyarán egy fürdőhelyre vonult vissza.

## Hangszerelése

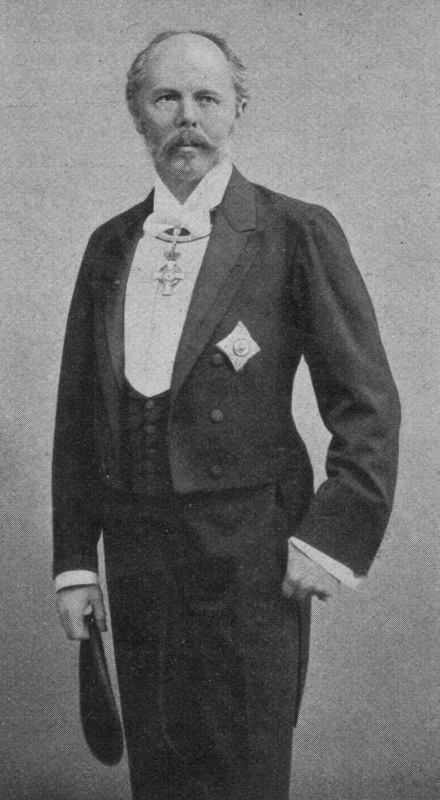
Ernst von Schuch, az ősbemutató karmestere

Az Elektra az egyik legnagyobb zenekari apparátust igénylő mű. Az ősbemutatón 111 zenész szólalta meg az előírt több mint 140 hangszert.
- 1 piccolo, 3 fuvola (vagy 2–2 fuvola és piccolo); 2 oboa; 1 angolkürt (vagy 3. oboa); 1 heckelophon; 1 Esz-klarinét, 4 B-klarinét, (vagy 2 B-, 2 A-klarinét), 2 basszetkürt, 1 basszusklarinét; 3 fagott, 1 kontrafagott;
- 4 kürt; 2 B-tuba, 2 F-tuba (vagy 5–8. kürt); 6 trombita, 1 basszustrombita; 3 harsona, 1 kontrabasszus harsona; 1 kontrabasszus tuba;
- 6–8 üstdob; ütőhangszerek; harangjáték; cseleszta; 2 vagy 4 hárfa
- 8–8–8 I., II. és III. (!) hegedű; 6–6–6 I., II. és III. brácsa (a 6 I. brácsa IV. hegedű is lehet); 6–6 I. és II. gordonka; 8 nagybőgő

A nyomtatott kottában Strauss a fúvósokra redukált változatot is megad, amit ő „provinciális verziónak” nevezett.

## Szereplők

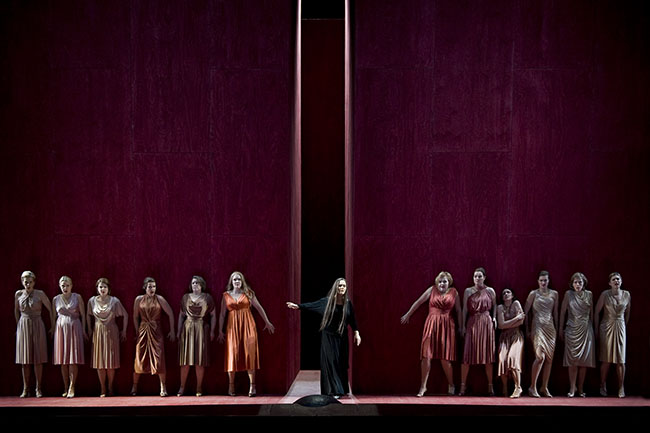
A Svéd Királyi Opera 2009-es előadásának jelenete. A címszerepben Katarina Dalayman

- Klütaimnesztra – alt vagy mezzoszoprán
- Élektra – szoprán
- Khrüszothémisz – szoprán
- Aigisztosz – tenor
- Oresztész – bariton vagy basszus
- Oresztész ápolója – basszus
- A bizalmas – szoprán
- Az uszályhordozónő – szoprán
- Egy ifjú szolga – tenor
- Egy agg szolga – basszus
- A felügyelőnő – szoprán
- Első szolgálólány – alt
- Második szolgálólány – mezzoszoprán
- Harmadik szolgálólány – mezzoszoprán
- Negyedik szolgálólány – szoprán
- Ötödik szolgálólány – szoprán

Szolgálólányok, hangok (kar)

## Diszkográfia
- Martha Mödl (Klütaimnésztra), Anny Konetzny (Élektra), Daniza Ilitsch (Khrüszothémisz), Franz Klarwein (Aigisztosz); a Firenzei Maggio Musicale Zenekara, vez. Dimítrisz Mitrópulosz (1951 – Mitrópulosz híres firenzei előadásának élő felvétele, kis húzásokkal, tűrhetően sztereósítva) Hommage HOM 7001841
- Marjana Lipovšek (Klütaimnésztra), Marton Éva (Élektra), Cheryl Studer (Khrüszothémisz), Hermann Winkler (Aigisztosz); Bajor Rádió Szimfonikus Zenekara, vez. Wolfgang Sawallisch (1990) EMI 6 40779 2
- Waltraud Meyer (Klütaimnésztra), Deborah Polaski (Élektra), Alessandra Marc (Khrüszothémisz), Johan Botha (Aigisztosz); Berlini Állami Zenekar, vez. Daniel Barenboim (1995) Teldec (Warner) 2564 67701-3